# Botrychium ternatum
Botrychium ternatum är en låsbräkenväxtart som först beskrevs av Carl Peter Thunberg, och fick sitt nu gällande namn av Olof Swartz. Botrychium ternatum ingår i släktet låsbräknar, och familjen låsbräkenväxter. Inga underarter finns listade i Catalogue of Life.